# Dritter Syrischer Krieg
Der Dritte Syrische Krieg oder Laodikekrieg (altgriechisch Λαοδίκεως πόλεμος Laodíkeos pólemos) war ebenso wie der Erste und der Zweite Syrische Krieg eine Auseinandersetzung zwischen dem ptolemäischen Ägypten einerseits und dem Seleukidenreich andererseits. Er begann im Jahr 246 v. Chr. und endete im Jahr 241 v. Chr. Dem Ägypter Ptolemaios III. standen jetzt formal der 19-jährige Seleukos II., tatsächlich aber seine Mutter Laodike gegenüber, die beide, Ptolemaios und Seleukos, erst im selben Jahr die Regierung angetreten hatten.
Mittelbare Ursache des Krieges war bereits der Friedensschluss zum Zweiten Syrischen Krieg im Jahr 253 v. Chr., dessen Vereinbarungen durch den Eheschluss zwischen Antiochos II. und Ptolemaios’ II. Tochter Berenike der Jüngeren besiegelt wurden. Um seinen Teil des Vertrages zu erfüllen, musste Antiochos seine Frau Laodike verlassen, zu der er dann aber 246 v. Chr. wieder zurückkehrte, was im selben Jahr noch zu zwei Entwicklungen führte:
- Laodike nahm ihren ehemaligen Gatten wieder auf und vergiftete ihn umgehend, ebenso wie kurze Zeit später Berenike und beider Sohn.
- Die Ägypter sahen sich aufgrund der Behandlung ihrer Prinzessin veranlasst, den Dritten Syrischen Krieg zu beginnen.

Nach dem Tod von Antiochos II. in Ephesos rief Laodike am selben Ort ihren Sohn Seleukos zum Nachfolger aus, damit Berenikes Sohn übergehend, dem laut Friedensvertrag die Nachfolge zustand. Berenike, die in Antiochia am Orontes lebte, schickte daraufhin zwei Gesandtschaften los: die eine reiste in die Stadt Soloi, an der kilikischen Küste Antiochia gegenüber gelegen, und ließ sich einen Schatz von 1500 Talenten aushändigen, den Laodike bereits für sich angefordert hatte, die andere reiste nach Ägypten, um ihren Bruder Ptolemaios III. um Hilfe zu bitten.
Ptolemaios machte sich an Bord einer kleinen Flotte sofort auf den Weg, wurde in Seleukeia Pieria, dem Hafen Antiochias, und dann auch in Antiochia selbst (wohl von Berenikes Anhängern) begeistert empfangen – und fand seine Schwester und seinen Neffen ermordet vor. Offenbar war der Mord bis zu diesem Zeitpunkt geheim gehalten worden. Der unmittelbare Anlass für den Krieg war damit entfallen, nicht aber die sich bietende Gelegenheit. Mit der auf dem Landweg herangeführten Armee sicherte sich Ptolemaios ohne einen Schwertstreich die Herrschaft über Syrien, Mesopotamien und Kilikien, setzte seine Beamten ein (Antiochos und Xanthippos) und kehrte schon in der ersten Hälfte des Jahres 245 v. Chr. mit unermesslicher Beute nach Ägypten zurück – letzteres jedoch nicht ganz freiwillig, weil er durch einen Aufstand am Nil, den ersten in der Geschichte der Ptolemäer, zur Rückkehr gezwungen war: die Kosten des Feldzugs hatten das soziale Gleichgewicht in der Region gestört und die konsequente Entladung erzeugt.
Seleukos II. gelang es noch im Jahr 245 v. Chr. das verlorene Babylonien zurückzugewinnen, was ihm keine großen Probleme bereitet haben dürfte, da er nach dem nun bekannt gewordenen Tod des Konkurrenten der einzige legitime Herrscher war. Die weiteren Kriegshandlungen im syrischen Raum sind marginal, etwa 242 v. Chr. soll es noch Kämpfe um Damaskus mit unklarem Ausgang gegeben haben, am Schluss scheint Seleukos sogar mit einem Angriff auf Ägypten begonnen zu haben.
Ein zweiter Kriegsschauplatz war auch in diesem Krieg die Ägäis. Ephesos, das zu Beginn Residenzstadt war, ging noch im Jahr 246 v. Chr. an die Ptolemäer, und blieb in deren Besitz bis zum Jahr 197 v. Chr.; im Jahr 243 v. Chr. dann gelang es dem Befehlshaber Ptolemaios Andromachou (offenbar ein unehelicher Sohn des Ptolemaios II.) sogar, die thrakische Küste zu erobern. Andererseits verlor er eine wichtige Seeschlacht gegen Antigonos II. Gonatas und wurde schließlich von seinen eigenen Soldaten in Ephesos ermordet.
241 v. Chr. wurde dann wieder Frieden geschlossen, zu Bedingungen, die für Ägypten äußerst vorteilhaft waren, und die es – ohne große Kämpfe – zum mächtigsten hellenistischen Staat machten, der mit Ausnahme einer Provinz (Pamphylien) in dieser Form bis zum Ende des 3. Jahrhunderts v. Chr. erhalten blieb: Das Ptolemäerreich umspannte nun mit wenigen Lücken den gesamten Bereich des östlichen Mittelmeeres, von Kyrenaika bis nach Thrakien, darunter vor allem auch die Hafenstadt Seleukeia als Enklave, die als Ende von Fernhandelsstraßen von äußerster wirtschaftlicher Bedeutung war.
Das Seleukidenreich hingegen war nach diesem Frieden in einem zerrütteten Zustand. Die Satrapen von Baktrien und Parthien waren faktisch selbstständig geworden, es entstand das graeco-baktrische Reich, dessen Herrscher zwei Jahre später den Königstitel annahm. Und Parthien ging sogar ganz für den Hellenismus verloren, als eingefallene Stämme das parthische Reich errichteten.